# Søren Wichmann
Søren Wichmann (nascut el 1964, en Copenhaguen), és un lingüista danès, especialista en maia i que s'ha especialitzat en llengües mesoamericanes i en epigrafia. Ha escrit sobre les llengües maies, llengües otomang i llengües mixezoque.

## Carrera
Va obtenir el seu doctorat en la Universitat de Copenhaguen el 1992.
Ha fet treball de camp en llengües mixes, llengües zoques, popoluca de Texistepec i el tlapaneca. Pel que es refereix al mixe-zoque, ha desenvolupat treballs comparatius i de reconstrucció del vocabulari i de la gramàtica (Wichmann 1995). A més ha treballat en la reconstrucció del proto-totonaco-mixezoque. S'ha especialitzat també en l'estudi de l'escriptura maia, particularment en l'aspecte lingüístic del seu desxiframent. La seva tesi doctoral va tractar sobre l'Azoyú, una varietat del tlapaneca.
Wichmann està associat amb l'Institut Max Planck a Leipzig i és professor ajudant en la Universitat de Leiden, als Països Baixos. És també un dels principals col·laboradors del projecte comparatiu a gran escala ASJP Arxivat 2014-01-27 a Wayback Machine..